# Sistema Integrado de Información Taxonómica
El Sistema Integrado de Información Taxonómica, conocido habitualmente por sus iniciales en inglés ITIS (Integrated Taxonomic Information System), es una sociedad designada para que sea la fuente que suministre una información fiable y consistente sobre la taxonomía de las especies biológicas. 
El ITIS se formó originalmente en 1996 como el «Sistema Interagencias de Información Taxonómica», un grupo dentro del Gobierno Federal de los Estados Unidos, con implicaciones de agencias, desde el Departamento de Comercio hasta el Smithsonian Institution. Actualmente es un organismo internacional, con agencias partícipes de los gobiernos canadiense y mexicano, y colaborando con otras agencias internacionales.
ITIS ayuda a elaborar una base de datos completa y accesible de información taxonómica para cada una de las especies y de los taxones reconocidos, incluyendo tanto el lugar en el sistema jerárquico de la clasificación científica , como las referencias a las autoridades en la materia que lo han situado en su posición taxonómica. Sus prioridades iniciales son en las especies de Norteamérica, pero utiliza los resultados de las investigaciones internacionales. Su base de datos se puede investigar desde la página oficial en Internet de la organización. 
La taxonomía biológica no es inamovible, y las opiniones sobre el correcto estatus del taxón a todos los niveles, y sobre su correcta situación, son constantemente revisados, como resultados de nuevas investigaciones, y muchos aspectos de la clasificación permanecen siempre en tela de juicio. La base de datos del ITIS está puesta al día tanto como es posible, contando con las nuevas investigaciones, y la información que maneja es la más aproximada para representar un claro consenso de las opiniones taxonómicas más actualizadas. Esta información no es definitiva, y es probable más fiable para algunos grupos que para otros. Debe de todos modos ser contrastada con otras fuentes que haya disponibles, y con la literatura científica primaria en todo lo posible. 